# GJ-81 (Spanje)

De GJ-81

De GJ-81 of Autopista Acceso Sur a Gijón is een Spaanse autovia in Asturië. De snelweg is 4 kilometer lang en verbindt de A-8 en de A-66 met Gijón.